# R. c. Bissonnette
Décision
L'article 745.51 du Code criminel viole l'article 12 de la Charte canadienne des droits et libertés. Ainsi, il est déclaré inopérant.
R c Bissonnette, 2022 CSC 23 est une décision historique de la Cour suprême du Canada qui statue que les peines d'incarcérations à perpétuité sans possibilité de libération conditionnelle constituaient des peines cruelles et inusitées. La Cour a ainsi annulé à l'unanimité l'article 745.51 du Code criminel, qui donnait aux juges chargés de la détermination de la peine le pouvoir discrétionnaire d'additionner les périodes d'inadmissibilité à la libération conditionnelle pour les meurtres multiples, ce qui viole l'article 12 de la Charte canadienne des droits et libertés,,,.
L'affaire est survenue lors de la condamnation du tireur de la mosquée de Québec, Alexandre Bissonnette et a attiré l'attention des médias,,.

## Historique

### Condamnations à perpétuité au Canada
Au Canada, l'emprisonnement à perpétuité existe pour certaines infractions et est obligatoire dans les cas de meurtre ou de haute trahison. Un délinquant peut demander une libération conditionnelle après avoir purgé une période d'inadmissibilité à la libération conditionnelle de 25 ans pour meurtre au premier degré ou haute trahison, ou une période, déterminée par un juge, se situant entre 10 et 25 ans lors d'un meurtre au second degré. Les peines obligatoires pour meurtre ont été confirmées par la Cour suprême dans R v Luxton et R. c. Latimer, respectivement pour meurtre au premier et au deuxième degré,.
En 2011, le Parlement a adopté la Loi protégeant les Canadiens en mettant fin aux réductions de peine pour les meurtres multiples. Celle-ci a promulgué l'article 745.51 du Code criminel, qui donnait aux juges chargés de la détermination de la peine le pouvoir discrétionnaire d'ordonner que les périodes d'inadmissibilité à la libération conditionnelle pour meurtres multiples soient purgées consécutivement. Par exemple, si un délinquant était reconnu coupable de deux meurtres au premier degré, le juge chargé de la détermination de la peine pouvait ordonner une période d'inadmissibilité de 50 ans.

### Article 12 de la Charte
Sous la rubrique Garanties juridiques, l'article se lit comme suit :

« 12. Chacun a droit à la protection contre tous traitements ou peines cruels et inusités. »

— Article 12 de la Charte canadienne des droits et libertés
Dans la jurisprudence relative à l'article 12, cette garantie s'est transformée en une interdiction de deux catégories de peines. Premièrement, certains types de châtiments extrêmes toujours incompatibles avec la dignité humaine, comme les châtiments corporels, la torture ou la castration. Et deuxièmement, les types de peines qui ne sont pas en elles-mêmes incompatibles avec la dignité humaine, mais qui peuvent néanmoins devenir cruelles et inhabituelles si leur durée ou leur étendue est manifestement disproportionnée par rapport à la peine appropriée, compte tenu de la gravité de l'infraction et du degré de responsabilité. Le dernier volet de l'article 12 est utilisé pour contester les peines minimales obligatoires, mais la Cour suprême a confirmé les peines obligatoires pour meurtre.

### Contexte factuel
Le soir du 29 janvier 2017, Alexandre Bissonnette, 27 ans, est entré dans la salle de prière du Centre culturel islamique de Québec, une mosquée du quartier Sainte-Foy à Québec, et a ouvert le feu avec un pistolet Glock 9 mm. En environ deux minutes, six fidèles ont été tués et cinq autres grièvement blessés dans l'une des pires fusillades de masse de l'histoire du Canada. Il s'est rendu en appelant le 911 environ 20 minutes plus tard, après avoir d'abord fui les lieux en voiture. Bissonnette plaidera coupable à six chefs de meurtre au premier degré et à six chefs de tentative de meurtre. L'affaire a été très médiatisée et a provoqué des débats sur l'islamophobie dans la société québécoise et canadienne.

## Devant les tribunaux de première instance et d'appel
Au procès, la Couronne a demandé que toutes les peines pour meurtre soient purgées consécutivement en vertu de l'article 745.51 du Code criminel, pour une période totale d'inadmissibilité à la libération conditionnelle de 150 ans. Bissonnette, pour sa part, a contesté l'art. 745.51, en vertu de l'article 12 de la Charte . Le juge de première instance a conclu que même si les crimes de Bissonnette étaient graves, une période d'inadmissibilité à la libération conditionnelle de 150 ans était excessive.
En fin de compte, le juge du procès a conclu que la gravité de l'infraction de Bissonnette nécessitait une peine supérieure à la période de base de 25 ans d'inéligibilité, mais que la période de 50 ans serait exagérément disproportionnée et constituerait ainsi une peine cruelle et inusitée. Après avoir conclu que la disposition était inconstitutionnelle, a condamné Bissonnette à la prison à vie sans possibilité de libération conditionnelle avant 40 ans :paras 12–19.
La Couronne et Bissonnette ont interjeté appel devant la Cour d'appel du Québec, qui a finalement accueilli l'appel de Bissonnette et rejeté celui de la Couronne. La Cour a confirmé que le juge de première instance avait raison et qu'effectivement, la disposition était inconstitutionnelle, mais a conclu que l'interprétation discrétionnaire était trop envahissante d'un recours et qu'il aurait plutôt dû annuler la disposition. Il a à son tour réduit la peine de Bissonnette à une peine d'emprisonnement à perpétuité sans possibilité de libération conditionnelle avant 25 ans :paras 20 & 24.

## Jugement
Le juge en chef Richard Wagner, écrivant pour une cour unanime, a rejeté l'appel de la Couronne et a déclaré l'article 745.51 inconstitutionnel. Il a commencé ses motifs en évoquant les deux volets de l'article 12, l'un qui protège contre les peines disproportionnées, et l'autre qui exclut cette catégorie étroite de peines qui sont si contraires à la dignité humaine qu'elles ne peuvent pas être imposées. Il a soutenu qu'une peine qui relève de ce dernier volet sera toujours nécessairement manifestement disproportionnée, de sorte qu'il n'est pas nécessaire de l'analyser en termes de disproportionnalité grossière une fois qu'une telle constatation est faite. Il a également conclu que même si les juges chargés de la détermination de la peine ont le pouvoir discrétionnaire de ne pas cumuler les périodes d'inadmissibilité à la libération conditionnelle en vertu de l'article 745.51, le simple fait qu'il autorise une telle peine suffira à rendre l'article inconstitutionnel, s'il devait être conclu que le pouvoir peut être exercé en d'une manière qui engage ce dernier volet :paras 59–70.
La Cour a statué qu'une peine d'emprisonnement à perpétuité qui prive un délinquant dès le début de toute possibilité réaliste de libération relève de la catégorie des peines qui ne peuvent jamais être infligées en vertu de la Charte . La Cour a estimé qu'une telle peine est intrinsèquement contraire à la dignité humaine, car elle présuppose qu'un délinquant est irrécupérable et n'a pas l'autonomie morale pour se réhabiliter. Le juge en chef Wagner a souligné que même s'il était loisible au Parlement de ne pas accorder la priorité à l'objectif de réhabilitation par rapport à d'autres objectifs de détermination de la peine pour certaines infractions, ce qu'il ne pouvait pas faire, c'était l'éradiquer complètement. La porte de la réhabilitation doit toujours rester ouverte, même là où elle est d'une importance minime par rapport aux autres objectifs de la peine. La Cour a également noté que le Parlement avait déjà déclassé la réadaptation par rapport à d'autres objectifs de détermination de la peine pour meurtre au premier degré en fixant une période d'inadmissibilité à la libération conditionnelle de 25 ans, ce qui, bien que constitutionnel, était déjà plus long que de nombreux pays développé équivalent au Canada dans le monde :paras 81-98.
La Cour a également souligné les effets psychologiques d'une telle peine, estimant que les délinquants privés de toute possibilité de libération n'ont aucune incitation à s'améliorer et vive une existence futile. Il a tenu compte de l'effet psychologique d'être isolé de ses proches et du monde extérieur, sachant que rien de ce que vous pourriez faire ne vous permettrait de briser cet isolement. La Cour a également relevé que de nombreux délinquants confrontés à une telle situation souhaiteraient mettre fin à leurs jours afin d'abréger leurs souffrances. La Cour a estimé que ces effets étayaient la conclusion selon laquelle une peine d'emprisonnement à perpétuité sans possibilité de libération conditionnelle est fondamentalement incompatible avec la dignité humaine :paras 81-98.

## Accueil de la décision
Les dirigeants de la communauté musulmane du Québec ont exprimé leur déception face à cette décision. Le Conseil national des musulmans canadiens a déclaré que la décision rouvrirait des blessures pour les survivants de l'attaque et les familles des victimes. Le ministre de la Justice, David Lametti, a déclaré que même si le gouvernement avait soutenu la loi, il respecterait la décision et réexaminerait ses implications, tout en reconnaissant la douleur et la colère ravivées par la décision. Le parti conservateur de l'opposition a immédiatement appelé le gouvernement à explorer des options législatives en réponse à la décision. Le NPD était d'accord, affirmant que même s'il respectait la décision, le gouvernement avait toujours la responsabilité d'explorer ses options. L'ancien premier ministre conservateur Stephen Harper, sous le gouvernement duquel la loi a été promulguée, a exprimé sa déception face à la décision. Pierre Poilievre, le favori de l'élection à la direction conservatrice en cours[Quand ?], a déclaré qu'il invoquerait la clause dérogatoire pour annuler la décision. Si cela se produisait, ce serait la première fois dans l'histoire du Canada que la clause serait invoquée par le gouvernement fédéral.
La décision a également été critiquée par certains éditoriaux des médias comme dévalorisant la vie des victimes et comme un activisme judiciaire,,. Tandis que d'autres le défendaient comme une juste limitation du pouvoir rétributif de l'État,,. Les familles des victimes dans d'autres cas où la disposition de cumul avait déjà été utilisée ou devait être utilisée ont également vivement critiqué la décision.